# Fresnoy-le-Grand
 Fresnoy-le-Grand  là một xã ở tỉnh Aisne, vùng Hauts-de-France thuộc miền bắc nước Pháp.